# Oude Noord-Euraziaten

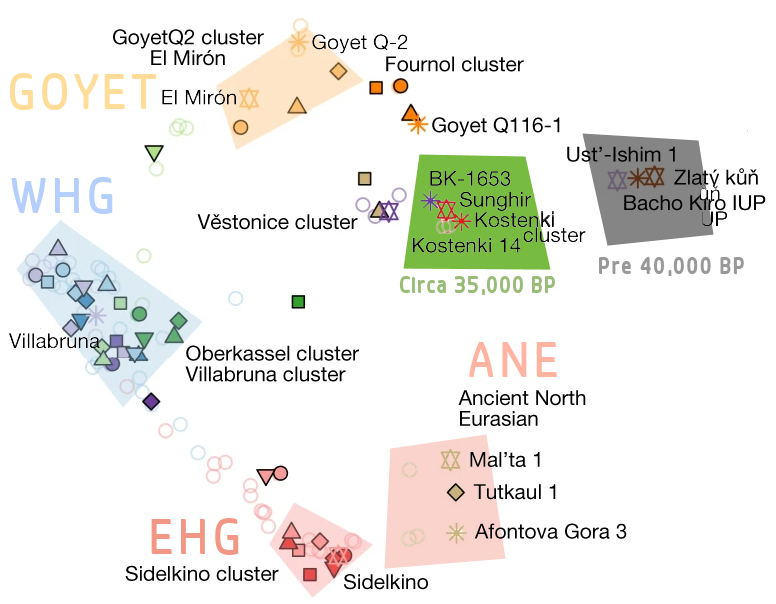
de genetische positie van de oude Noord-Eurasiërs (ANE), met menselijke resten gevonden bij Malta, Toetqavoel en Afontova Gora

Oude Noord-Euraziaten (Engels: Ancient North Eurasian, ANE) is de naam die in de archeogenetica wordt gegeven aan een voorouderlijke component gerelateerd aan de laatpaleolithische Malta-Boeretcultuur in Siberië of een populatie die nauw met hen verwant was. De oude Noord-Euraziaten waren overwegend van West-Euraziatische afkomst (verwant aan de Europese cro-magnonmensen en oude en moderne volkeren in West-Azië) die via de 'noordelijke route' in Siberië terechtkwamen. Daarnaast was een aanzienlijk deel van hun voorouders (ca. 1/3) van Oost-Euraziatische afkomst, welke via de 'zuidelijke route' in Siberië terechtkwamen. 
De ANE-afstamming wordt gedefinieerd door verwantschap met de zogenaamde "jongen van Malta" (MA-1), welke 24.000 jaar geleden tijdens het Laatste Glaciale Maximum in het gebied ten westen van het Baikalmeer leefde, en wiens overblijfselen in de jaren 1920 gevonden werden. Genetisch onderzoek van Afontova Gora-2, een andere Siberische vondst van rond 17.000 BP, toont verwantschap met Malta-1, wijzend op een doorgaande bevolking van de regio gedurende het Laatste Glaciale Maximum.
Het hoogste aandeel van ANE-afkomst vindt men bij de huidige Korjaken, Tsjoektsjen en Ketten in Siberië en bij de autochtone bevolking van Amerika. Daarnaast vormt het een belangrijke factor in Europa en in mindere mate in Zuid-Azië. In Oost-Azië komt het daarentegen slechts weinig voor.
Ergens tussen 20.000 en 25.000 BP vormden de oude Noord-Euraziaten samen met een oud Noordoost-Aziatische afstammingslijn die zich ergens tussen 26.000 en 36.000 BP van andere Oost-Aziatische bevolkingsgroepen afsplitste een oud Paleo-Siberisch genoemde bevolking, welke aan de bron stond van de oudste bewoners van Amerika.

## Amerika
In Midden- en Zuid-Amerika is de autochtone bevolking voor 42% van Oud Noord-Euraziatische oorsprong, in Noord-Amerika voor 14 tot 38%. Het verschil wordt veroorzaakt door latere migraties vanuit Azië. Het laagste aandeel van ANE vindt men bij de Eskimo's en de indigene bevolking van Alaska, welke rond 5000 jaar geleden vanuit Oost-Siberië migreerde.
De andere component, welke voor ruim de helft van het indiaanse genoom verantwoordelijk is, lijkt van Oost-Aziatische oorsprong te zijn. De vermenging met het ANE-element is waarschijnlijk gebeurd nadat de voorouders van de inheemse Amerikanen zich van hun Oost-Aziatische voorouders afgescheiden hadden, maar nog voor ze zich over de gehele Nieuwe Wereld verspreidden. Een genenstroom van ANE-afstamming naar de vroege Indiaanse voorouders zou kunnen verklaren waarom sommige vroege Amerikaanse schedels morfologische kenmerken vertonen die niet lijken op die van Oost-Aziaten.

## Europa
Een Oud Noord-Euraziatisch element is aangetoond bij de Jamna- en Afanasjevoculturen van de Pontisch-Kaspische bronstijd. Bij de jamnacultuur, welke geïdentificeerd wordt met de late Proto-Indo-Europeanen, maakt het rond 50% van de genetische afkomst uit.
De huidige Europeanen bezitten rond 7-25% ANE-genen, grotendeels geïntroduceerd bij de komst van de Indo-Europeanen tijdens de Europese bronstijd.

## Oude populaties met Oud Noord-Euraziatisch aandeel

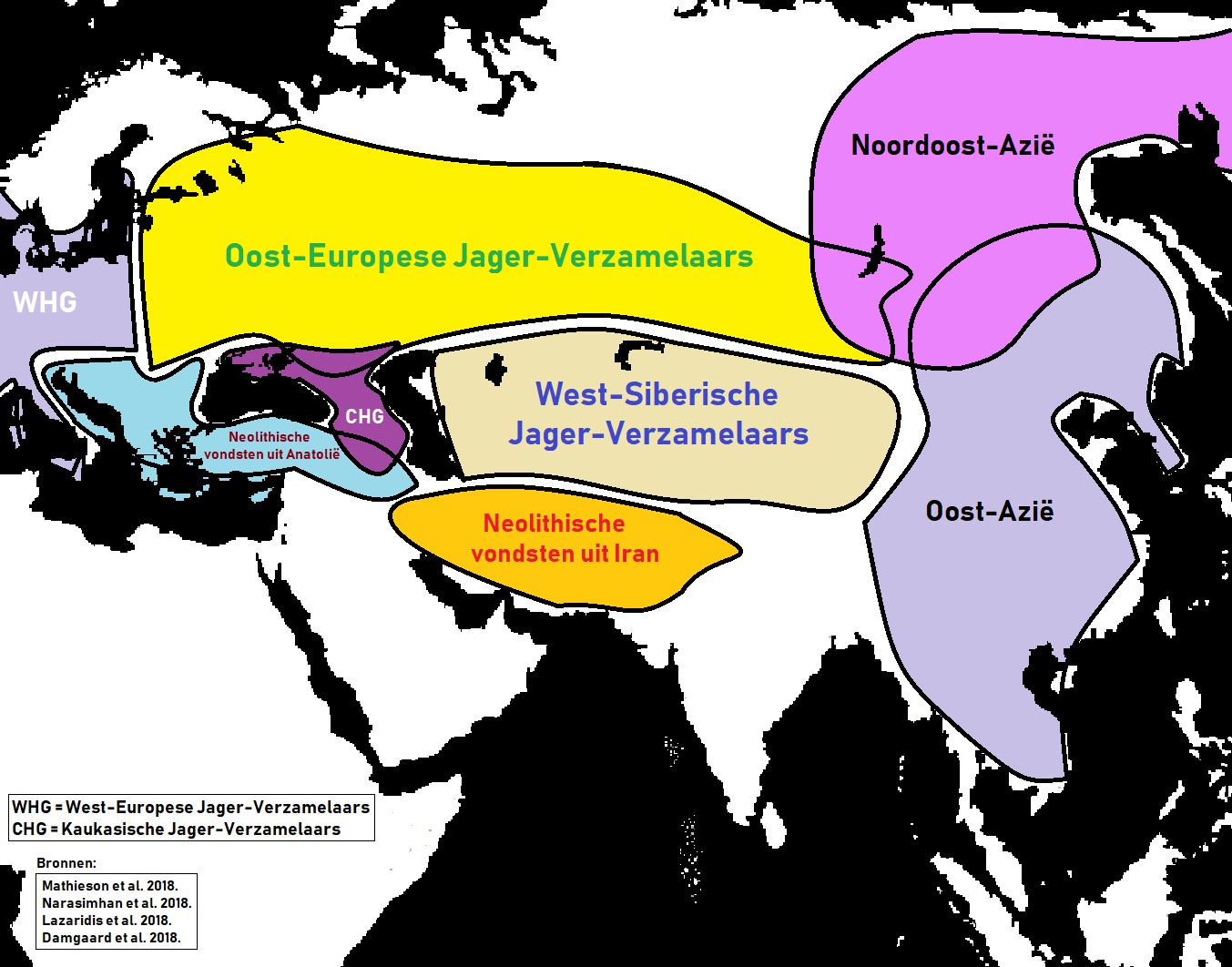
Euraziatische archeogenetica

- Oost-Europese Jager-Verzamelaars (Eastern European Hunter-Gatherer, EHG) is een afstammingslijn die voor 75% van ANE afkomstig is. Het is aangetoond bij twee individuen uit Karelië, een gedateerd 8.400 BP met Y-chromosoom haplogroep R1a-M417, de ander met Y-haplogroep J, gedateerd ca. 7.200 BP. Deze lijn is nauw verwant met een ANE-individu van Afontova Gora, gedateerd ca. 18.000 BP. Aan het einde van het laatste glaciale maximum vermengden de EHG zich in Oost-Europa met de West-Europese Jager-Verzamelaars (WHG). Hiermee kan ook een vroege aanwezigheid van ANE in het mesolithische Europa verklaard worden. Een vrouwelijk individu uit Afontova Gora (AG-3), gedateerd op ca. 14.700 BP, is het oudst bekende individu met de genetische factor verantwoordelijk voor blond haar bij Europeanen. De aanwezigheid van deze factor in mesolithisch Oost-Europa wordt in verband gebracht met de EHG-lijn.
- De Kaukasische Jager-Verzamelaars (Caucasus Hunter-Gatherer, CHG) wordt vertegenwoordigd door een individu uit de Satsoerbliagrot in Georgië, gedateerd op ca. 13.000 BP. Deze bezat 36% ANE-erfgoed, de rest was gerelateerd aan vondsten uit de Dzoedzoeanagrot gedateerd ca. 26.000 BP. De Dzoedzoeana-mensen bezaten nog geen ANE-erfgoed.
- De Westelijke steppeherders ontstonden ca. 5000 v.Chr. uit de Oost-Europese Jager-Verzamelaars met een toevoeging van  Kaukasische Jager-Verzamelaars.
- Neolithische vondsten uit Iran gedateerd op ca. 8.500 BP bezaten 50% ANE-erfgoed en 50% Dzoedzoeana-verwant erfgoed. Dit onderscheidde hen van andere neolithische populaties in de Levant en Anatolië, welke geen ANE-component bezaten. De kopertijd-bevolking van Iran bezat een mix van Iraans-neolithisch en Nabije Oosten-neolithisch erfgoed.
- De Tarim-mummies zouden directe afstammelingen van ANE zijn (Nature, 2021).
- In het zuiden van Centraal-Azië is ANE aangetoond op o.a. de site Toetqavoel in Tadzjikistan.[7]